# Kiburi

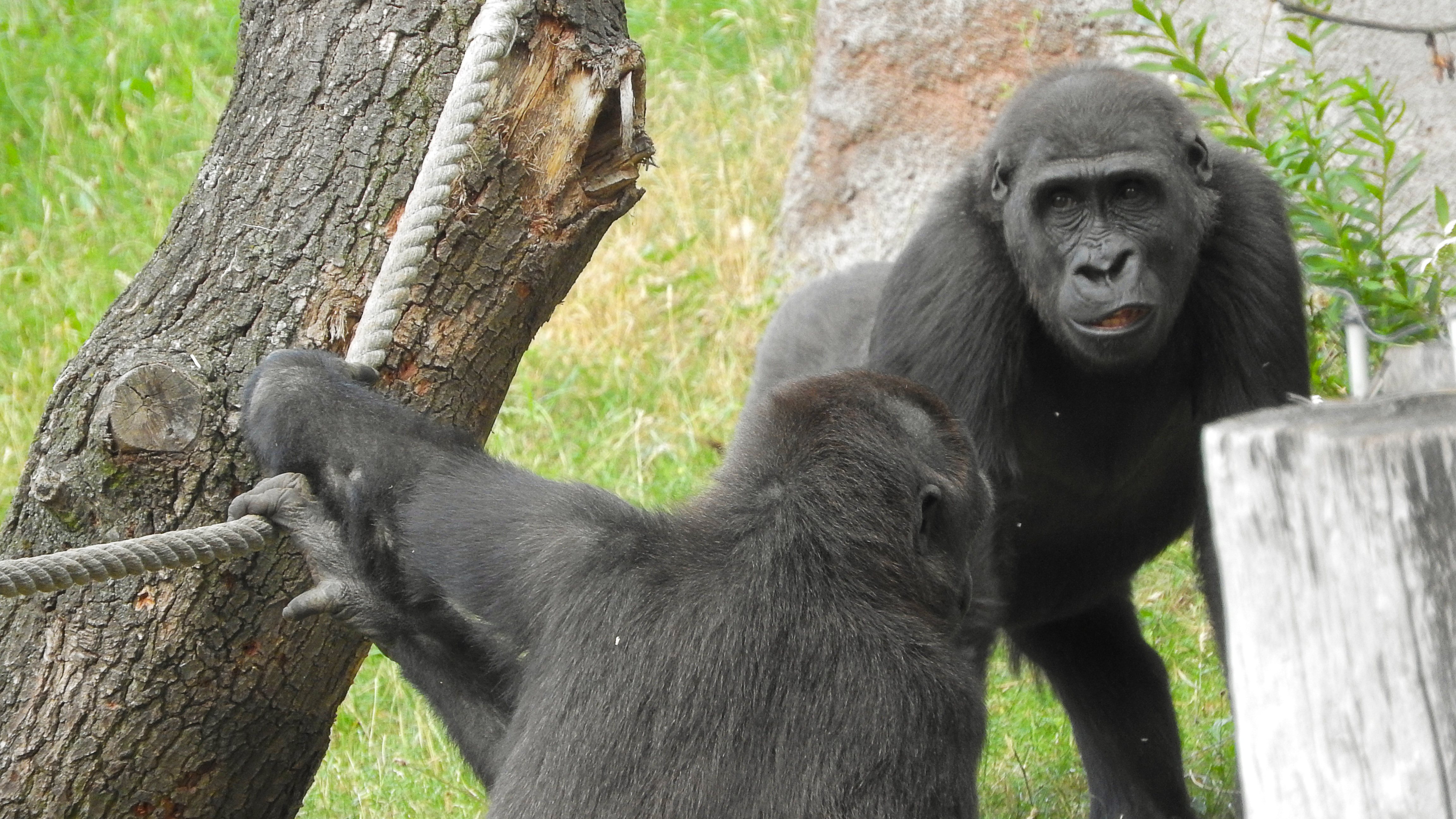
Mladí samečci Nuru a Kiburi při hře ve výběhu, 2018

Kiburi (svahilsky hrdý) je sameček gorily nížinné, který se narodil v Zoo Praha 24. dubna 2010 jako třetí mládě samice Kijivu a samce Richarda. Jeho sourozenci jsou Moja (žije v Přírodním parku Cabárceno ve Španělsku), Tatu (tragicky zahynul roku 2012) a Nuru (žije v Zoo Praha).
Kiburi se narodil během deseti minut přímo v expozici před zraky návštěvníků zoo. Za kmotra mu šel zpěvák Karel Gott.
V létě 2022 bylo rozhodnuto, že Richard, jeho dvanáctiletý syn Kiburi a desetiletý syn Nuru nebudou přesunuti spolu se samicemi Kijivu, Shindou, Kambou a nejmladším členem skupiny, Shindiným šestiletým synem Ajabuem do nového gorilího pavilonu. V původním pavilonu goril přejmenovaném na Centrum Méfou tak vznikla jejich čistě samčí skupina. Důvodem bylo vysoké zastoupení Richardovy linie v chovu a nedoporučení dalšího množení jeho a jeho synů.
Kiburi má v evropském chovu i svého jmenovce, kterým je dospělý stříbrohřbetý samec Kiburi. Ten se v listopadu 2022 přesídlil do Londýnské zoo ze zoo Loro Parque na ostrově Tenerife.